# Leucania irrorata
Leucania irrorata là một loài bướm đêm trong họ Noctuidae.